# Jericaya
La jericaya es un postre típico mexicano que tiene origen en la ciudad de Guadalajara. Está hecho a base de leche, huevos, vainilla, canela y azúcar.

## Historia
Aunque se tienen distintas versiones del origen de este postre regional, una de las más populares se remonta al siglo XIX cuando las monjas preparaban este postre para los niños albergados en el Hospicio Cabañas. Este postre lleva el nombre de la región natal de una de las madres, Jérica, que es un pueblo de la provincia de Castellón (Comunidad Valenciana), en la comarca del Alto Palancia en España.

## Ingredientes
- 1 litro de leche
- 5 huevos medianos (recomendados)
- 1 rajita de canela
- 1 cucharada de vainilla
- 1 taza de azúcar estándar
- 1 pizca de carbonato

## Preparación
Se pone la leche a hervir junto con el azúcar y la rajita de canela.
Se aparta del fuego se deja enfriar un poco y se agregan los huevos uno a uno batiendo a que se integren muy bien.
Enseguida se vierte en moldecitos y se ponen al baño María. Se meten destapados al horno o tapados sobre la estufa hasta que metiendo un palillo, éste salga seco. Cuando ya estén se meten al asador 10 minutos para que doren.
- Datos: Q5929339